# Allégorie de la Fortune (Dossi)
Pour les articles homonymes, voir Allégorie de la Fortune.
L'Allégorie de la Fortune est une peinture à l'huile sur toile (179 × 217 cm)  du peintre de l'École de Ferrare Dosso Dossi, datable d'environ 1530 et conservée au J. Paul Getty Museum de Los Angeles.

## Description et style
Les deux figures emblématiques de la Chance et de la Fortune se détachent sur un fond sombre. La première est un jeune homme athlétique, vêtu uniquement d'un drap rouge bordé d'or, qui se tient à côté d'une coupe à hautes anses et agite de la main droite un tas de billets de loterie, jeu très populaire à l'époque.
Fortune détient la corne d'abondance, ancien attribut de la déesse Tyché dont elle dispensait l'abondance et la fertilité. Elle a un manteau flottant, qui indique sa variabilité, et se trouve sur une grosse bulle, qui semble éclater, autre allusion à son instabilité. Elle porte également des chaussures, symbole du destin qui décide du destin humain.